# بحر سميث

البحار القمرية على سطح القمر.

بحر سميث وهو بحر قمري متوضع على طول خط الاستواء عند أقصى الحافة الشرقية لجانب القمر القريب. وينتمي حوض سميث إلى الفترة النكتارية المبكرة. بينما ينتمي محيطه إلى الفترة النكتارية.

## معرض صور

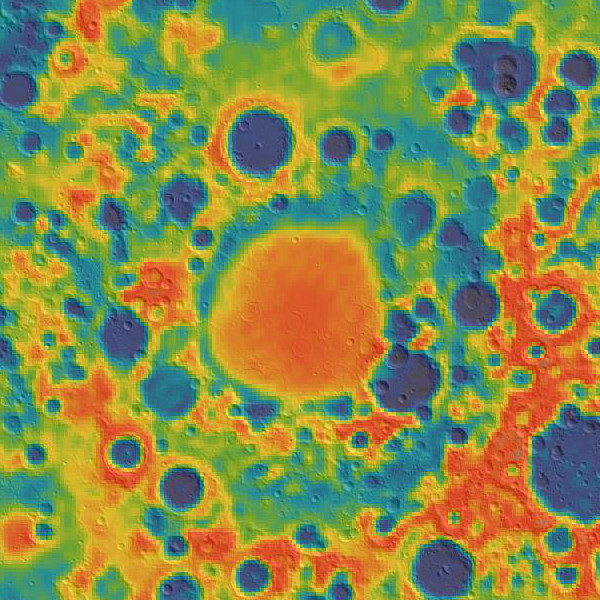
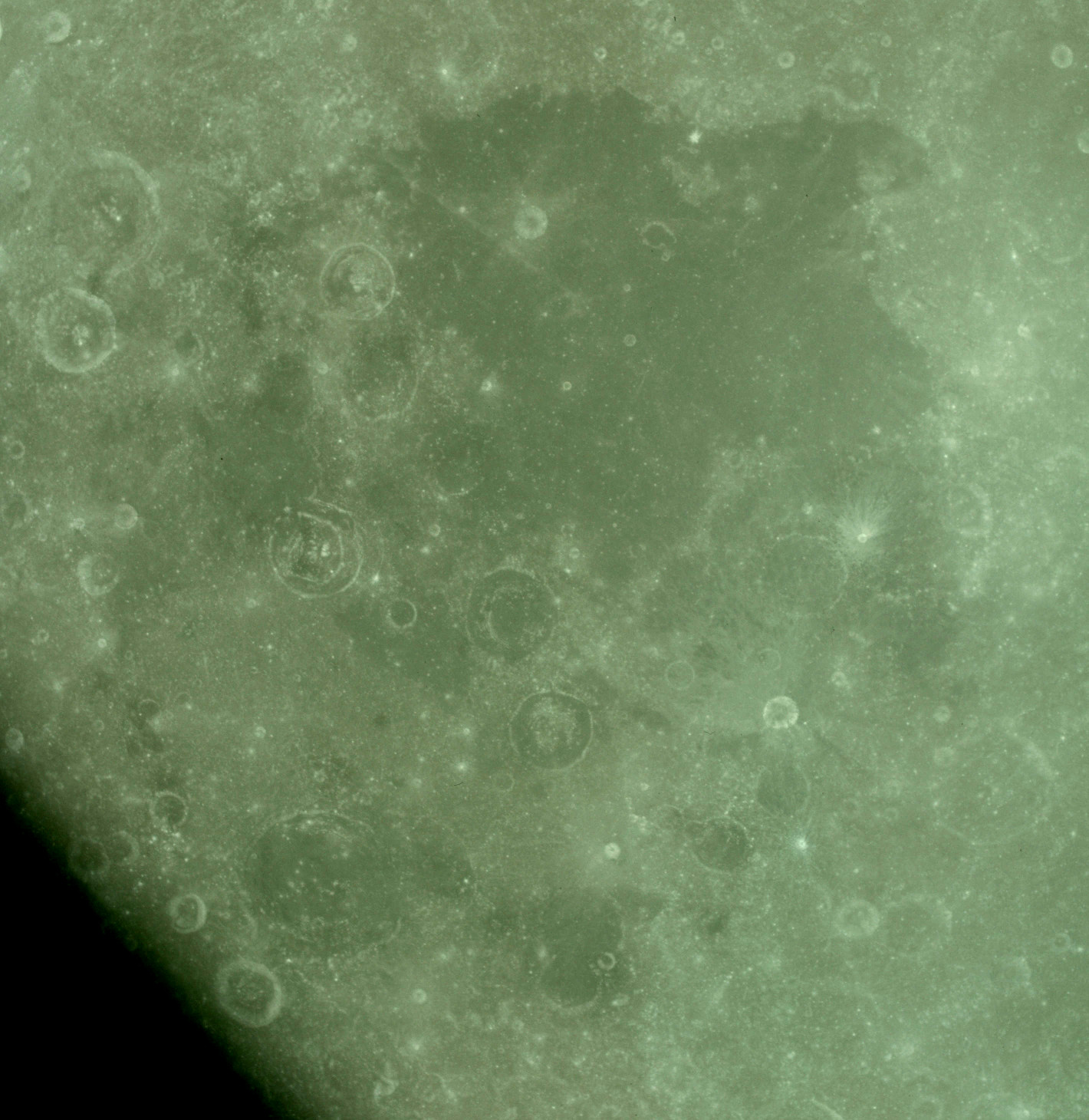
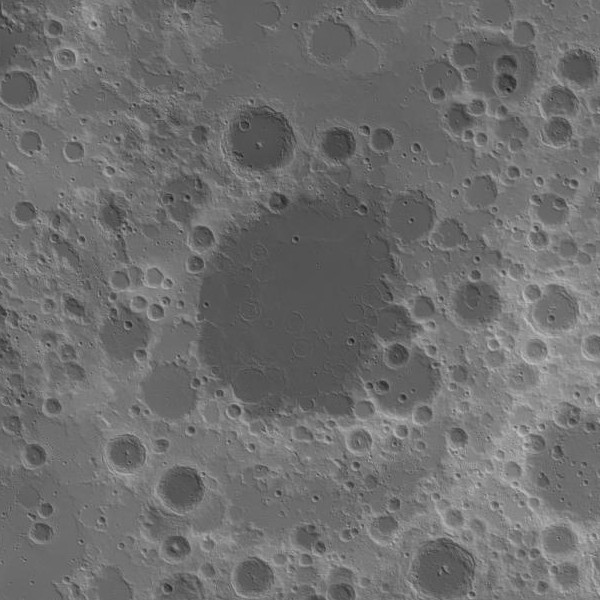
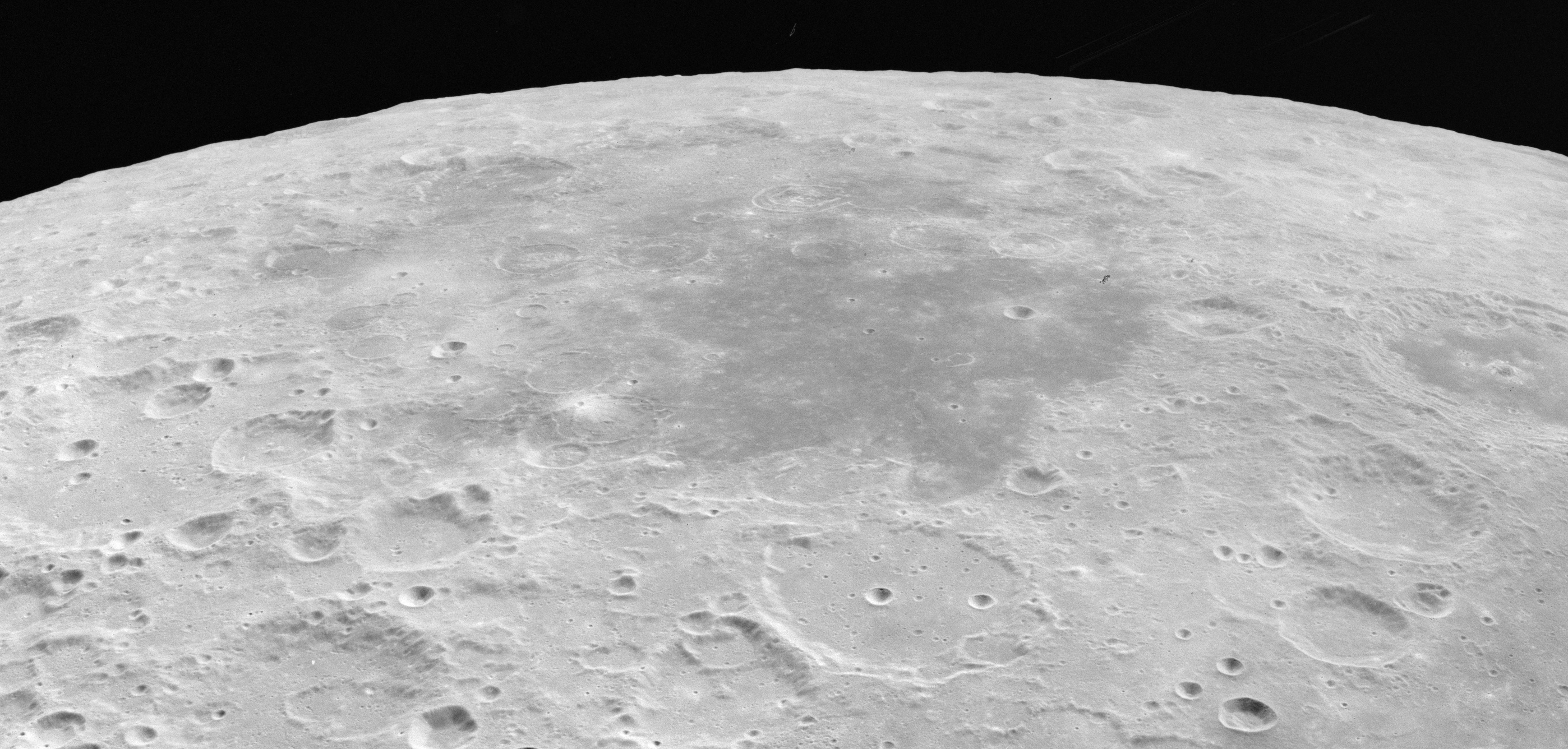